# Amata taiwana
Amata taiwana là một loài bướm đêm thuộc phân họ Arctiinae, họ Erebidae.